# Курьи
Курьи — село в муниципальном округе Сухой Лог Свердловской области России. В селе находится один из старейших в России санаториев «Курьи», основанный в 1870 году.

## География

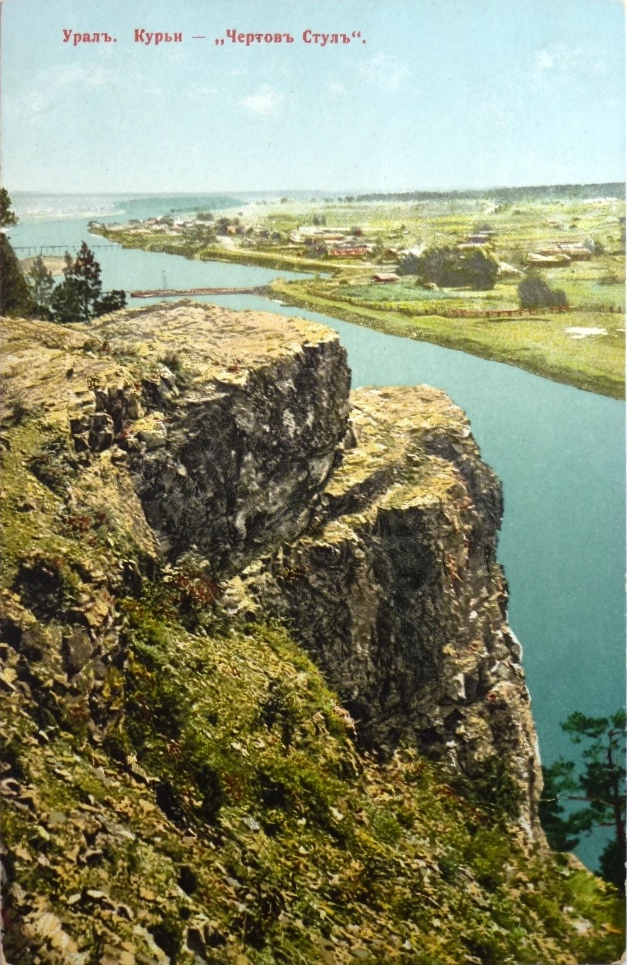
Вид на село Курьи со скалы Чёртов Стул, начало XX века

Село Курьи расположено на открытой местности с редколесьем, среди скал, по обоим берегам реки Пышмы.
Курьи находится в 120 километрах к северо-востоку от Екатеринбурга, к юго-востоку от Нижнего Тагила и в 5 километрах к востоку от города Сухого Лога. Основная, большая часть села располагается на северном берегу Пышмы, там же находится санаторий «Курьи» с лесопарком.

### Орография
Над рекой возвышается скала Три Сестры с ротондой «Храм Воздуха» на вершине, являющаяся символом села Курьи и одним из узнаваемых символов Урала. В 200 метрах от шихана также на берегу реки находится другая большая скала Чёртов Стул.

### Гидрография
Главный водоток — река Пышма. 
На территории села находятся семь родников, из них пять именных: Пантелеев, Горбуновский, Свято-Троицкий, Ильин и Серебряный. Пантелеев и Горбуновский родники получили свои названия в честь основателей. Свято-Троицкий родник в 2002 году освящён архиепископом Викентием в честь Святой Троицы (также, как и одноимённый храм в селе Курьи). Ильин родник в 2007 году освящён Владыкой Викентием в честь пророка Илии. Серебряный родник получил своё название благодаря содержанию серебра в составе воды.

## Топоним
Название села произошло от русского диалектного слова «курья» — «речной залив», «старица».

## История
Село Курьи основано в 1669 году русскими поселенцами на Урале. Согласно переписной книге переписи тобольского дворянина Ивана Томилова, в деревне Курьинской насчитывалось 53 двора. 
В 1827 году, когда у южной окраины села Курьи были открыты залежи белой глины (каолина) — редкого огнеупорного материала, шедшего на производство фаянсовых изделий. В 1852 году здесь уже работала артель, добывавшая глину и продававшая её по всему Уралу. В начале XX века, благодаря проведенным геологическим исследованиям выяснилось, что белая глина это только часть Курьинского месторождения трепелов и опок, ставшего сырьевой базой одного из первых на Урале Сухоложского цементного завода. Бывшие небольшие старательские выработки быстро превращались в карьеры, дававшие сырье для производства цемента. Среди каолиновых глин палеогенового возраста встречались выделения марказита, окаменевшие шишки хвойных деревьев, фрагменты коры и древесины. Удачливым поисковикам попадались даже кусочки янтаря. В XIX веке раз в полгода устраивались ярмарки. В 1850 году была основана мужская гимназия. В 1870 году были открыты для посещений Курьинские целебные источники.
В 1840 - е годы Петром Григорьевичем Гуриным (1824 - п. 1872 гг.) была построена мельница, располагавшаяся на левом берегу реки Пышмы, в районе Висячего моста, о чём свидетельствуют остатки мельничной плотины.
В 1842 году в селе Курьинском произошёл "картофельный бунт", вызванный насильственным введением посадки картофеля. Сельского старшину Филата Подъезжего крестьяне высекли на сходе, задержали окружного начальника Серова; несмотря на их угрозы, он просидел на дому пономаря Пономарева и был освобожден исправником. Воспоминания о данных событиях были записаны в 1872 году горным инженером английского происхождения Петром Петровичем Деви.
В 1904 году в селе Курьинском насчитывалось 522 двора, население составляло 2680 жителей. В состав Курьинского сельского общества были: с. Курьинское, д. Медведева, д. Шадринская, д. Валовая, д. Боровки.
29 июля 1918 года, в селе Курьи проходили бои. На северном берегу реки Пышмы оборону заняли «красные», среди которых были интренационалисты (эстонцы, китайцы, венгры), на южном «белые». Крупный отряд белочехов под командованием поручика А. Хасала, обошёл село, выйдя на северный берег реки через плотину писчебумажной фабрики, а затем вражеский отряд оказался в тылу курьинского заслона «красных». Рано утром на красногвардейцев с горы обрушился неожиданный удар белочехов. Красные были разбиты.
В 1930- е годы на территории посёлка Рудник "Белая Глина", прикрепленному к шамотному заводу, были поселены раскулаченные с территории ныне входящих в состав Челябинской и Курганской областей, часть  были впоследствии подвергнуты репрессиям. По состоянию на 1941 год население поселка "Белая Глина" составляло 674 жителя.
На территории курорта "Курьи" был развернут эвакогоспиталь № 2555, первые раненые в госпиталь поступили 13 августа 1941 года. Медики – герои России. Тема "Эвакогоспиталь 2555 в лицах и фактах"

### Свято-Троицкая церковь
В 1841 году заложена Свято-Троицкая церковь, каменная, трехпрестольная. Главный храм во имя Святой Живоначальной Троицы был освящён в 1857 году, придел во имя великомученицы Екатерины освящён в 1844 году. В 1922 году из храма было изъято 5,2 килограмм серебра. В 1932 году церковь была закрыта. В советское время в здании размещался совхозный склад, клуб, больница, совхозная мастерская и предприятие общественного питания. В годы Великой Отечественной войны в здании храма размещалась школа связистов, формировался один из батальонов 93 отдельной стрелковой бригады. В 1997 году создан приход во имя Святой Троицы.

### Расширение села
Село включило в себя территорию бывшей деревни Валовая.
19 августа 2008 года в состав села был передан участок ГУП СО совхоз «Сухоложский», площадью 50 га.
25 ноября 2002 года между Сухим Логом и Курьями провели перераспределение земель. После перераспределения площадь села составила 1030 га.

## Население
| 2002 | 2010  | 2021  |
| ---- | ----- | ----- |
| 4247 | ↗4810 | ↘4622 |

## Инфраструктура
В Курьях работают дом культуры, дом детского творчества, две библиотеки, профессиональное училище, школа, два детских сада; в селе имеются окружная больница с поликлиникой и станцией скорой помощи, пожарная часть, опорный пункт полиции, отделения «Почты России» и Сбербанка. Также работают аптека, несколько хозяйственных и продуктовых магазинов и кафе. В селе расположено несколько сельскохозяйственных предприятий и производственных объединений.
В селе расположены два больших санатория: «Курьи» и санаторий-профилакторий ОАО «СухоложскЦемент».

### Санаторий «Курьи»

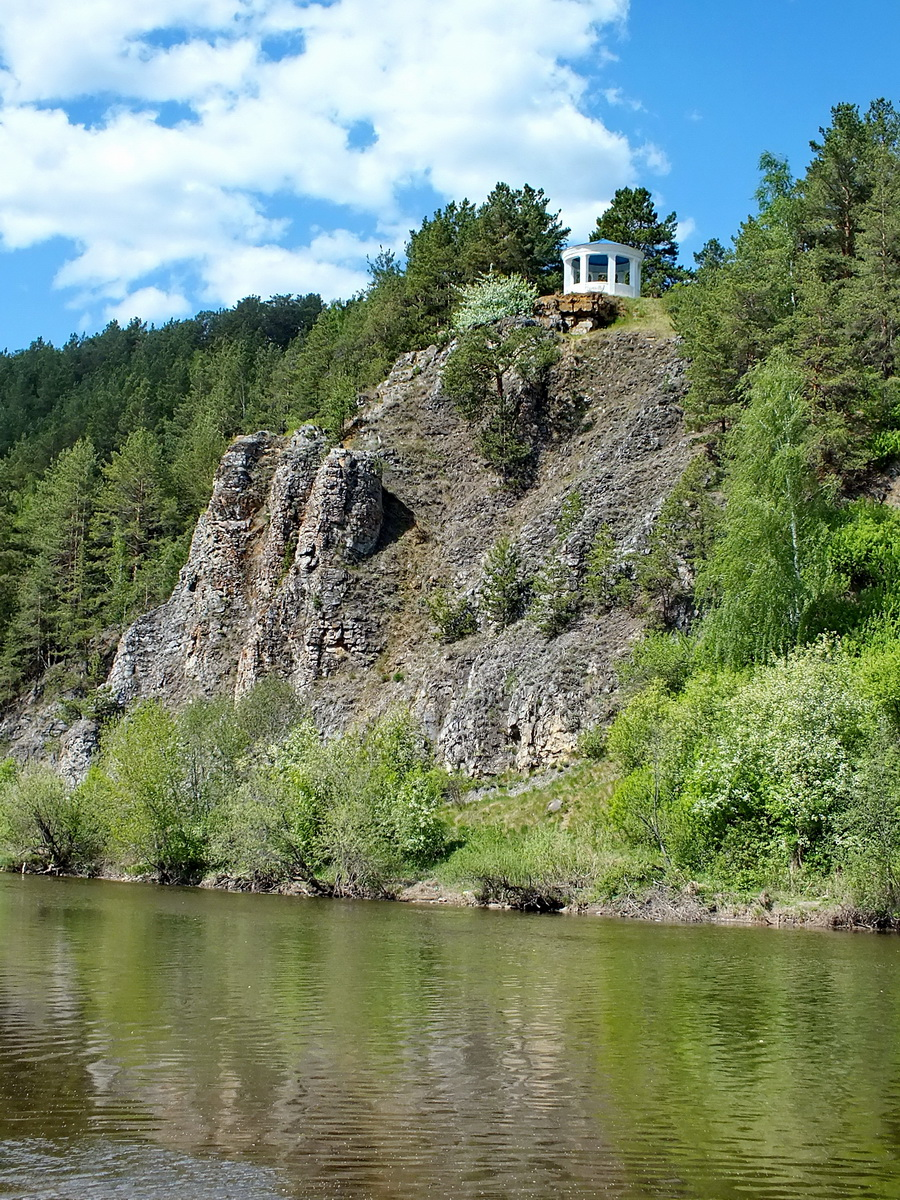
Вид на скалу Три Сестры и пешеходный мост

В селе Курьи находится известный на всю страну курорт-санаторий «Курьи», расположенный в живописном сосновом бору на северном скалистом берегу реки Пышмы. Минеральный источник на территории санатория относится к разряду щелочных железистокислых минеральных вод, благодаря чему привлекает сюда много людей. На территории санатория расположен лесопарк с аллеей, ведущей к скале Три Сестры, которая возвышается над рекой Пышмой. На вершине скалы стоит каменная беседка-ротонда «Храм Воздуха», построенная в конце XIX века. Скала с ротондой является одним из самых узнаваемых символов всего Урала. Курорт был основан в 1870 году под названием «Курьинские минеральные воды» и первоначально находился в аренде британского подданного И. Е. Ятеса, по приглашению которого на водах в 1888—1889 гг. несколько раз лечился и отдыхал писатель Д. Н. Мамин-Сибиряк.

## Достопримечательности
Свято-Троицкая церковь, медленно восстанавливается.

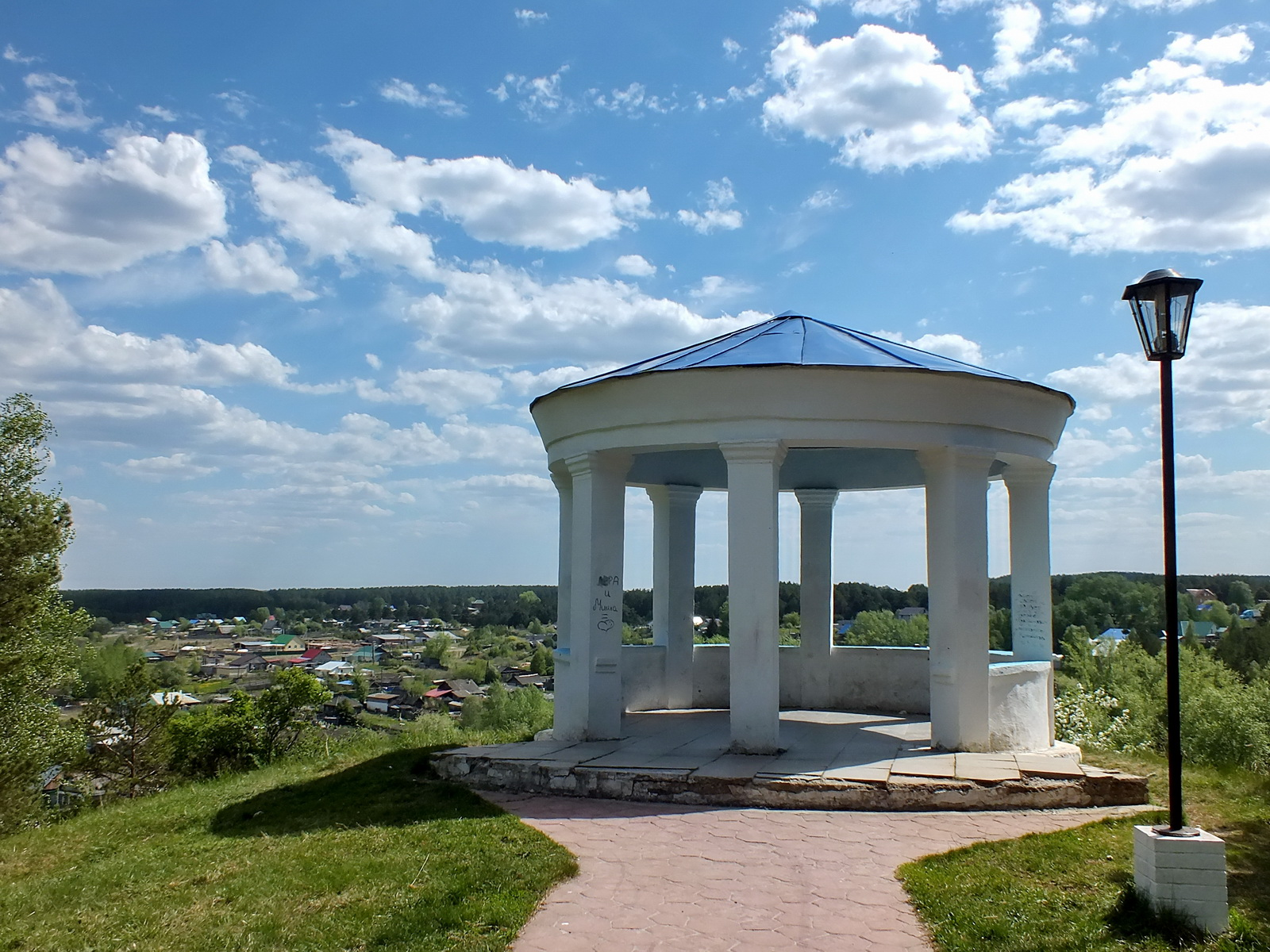
Ротонда «Храм Воздуха» на вершине скалы
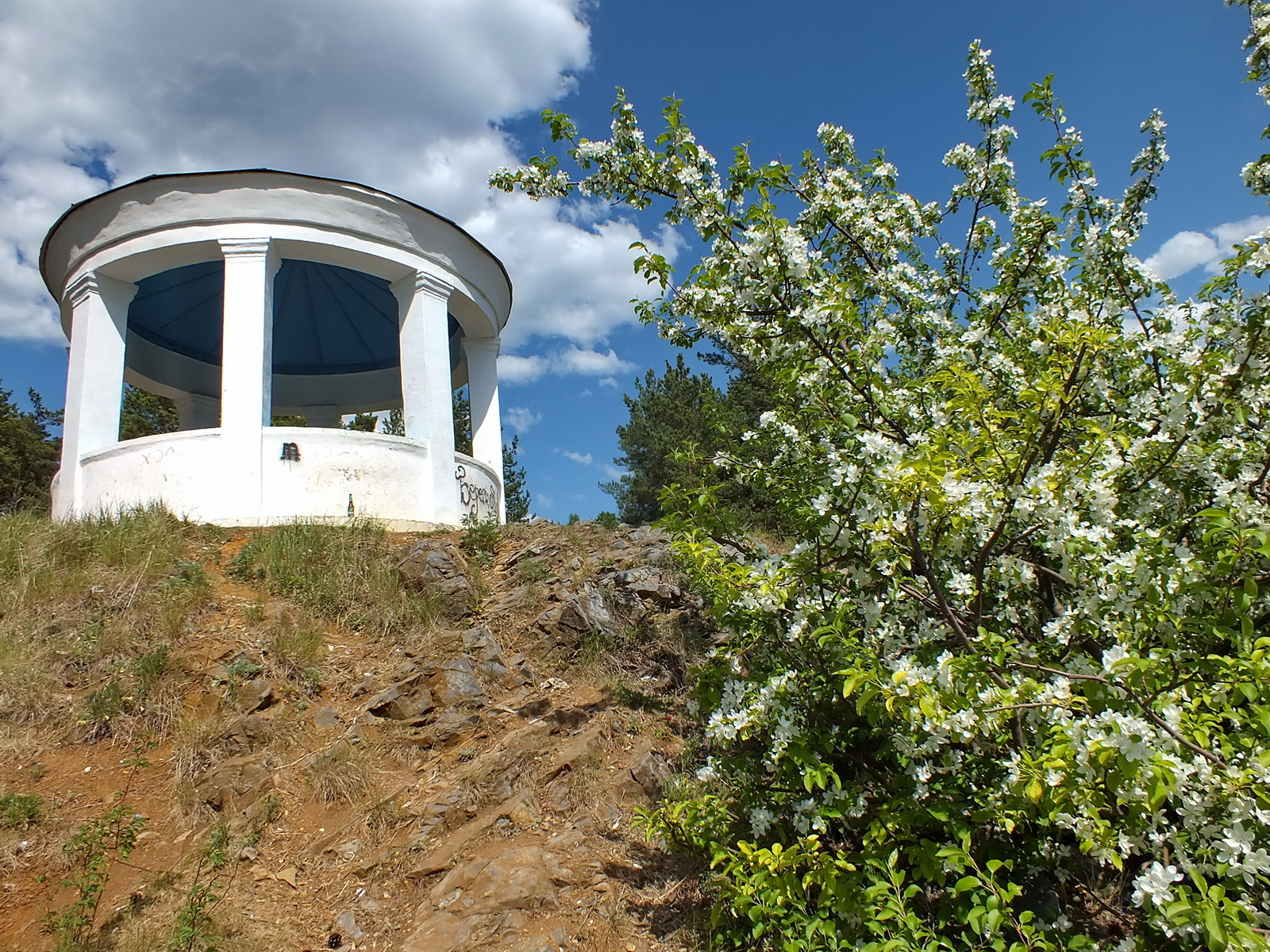
Вид на беседку «Храм Воздуха» со склона скалы

Мемориальный комплекс «Погибшим в Великой Отечественной войне 1941—1945 гг. жителям с. Курьи»" на ул. Школьная
Мемориальная доска «Первым добровольцам, ушедшим на защиту Родины 30.06.1941 года» расположена на ул. Красных Орлов

## Транспорт
Добраться до села Курьи можно на автобусе из Екатеринбурга, Сухого Лога.